# Adalbert Evers
Adalbert Evers (* 1948) ist ein deutscher Politikwissenschaftler.

## Leben
Er studierte Architektur und Stadtplanung an der RWTH Aachen und promovierte 1977 in Politikwissenschaften an der Universität Bremen. Von 1973 bis 1983 war er Dozent am Institut für Planungstheorie und Stadtentwicklung der RWTH Aachen, von 1983 bis 1993 Leiter der Abteilung Care Policies and Services am Europäischen Zentrum für Wohlfahrtspolitik und Sozialforschung in Wien. Nach der Habilitation 1988 an der Goethe-Universität war er von 1993 bis 2013 Professor für Vergleichende Gesundheits- und Sozialpolitik an der Universität Gießen.
Seine Arbeitsgebiete sind Sozialpolitik und soziale Dienste, Zivilgesellschaft, Dritter Sektor und bürgerschaftliches Engagement, Governance und partizipative Demokratie.

## Schriften (Auswahl)
- mit Michael Lehmann: Gastarbeiter im Sanierungsgebiet. Das Beispiel Berlin-Kreuzberg. Offenbach 1972, OCLC 1114427258.
- mit Helga Nowotny: Über den Umgang mit Unsicherheit. Die Entdeckung der Gestaltbarkeit von Gesellschaft. Frankfurt am Main 1987, ISBN 3-518-28272-7.
- mit Ilona Ostner und Helmut Wiesenthal: Arbeit und Engagement im intermediären Bereich. Zum Verhältnis von Beschäftigung und Selbstorganisation in der lokalen Sozialpolitik. Augsburg 1989, ISBN 3-87512-174-0.
- mit Kai Leichsenring und Birgit Pruckner: Alt genug, um selbst zu entscheiden. Internationale Modelle für mehr Demokratie in Altenhilfe und Altenpolitik. Freiburg im Breisgau 1993, ISBN 3-7841-0680-3.